# Mỏ dầu Bạch Hổ

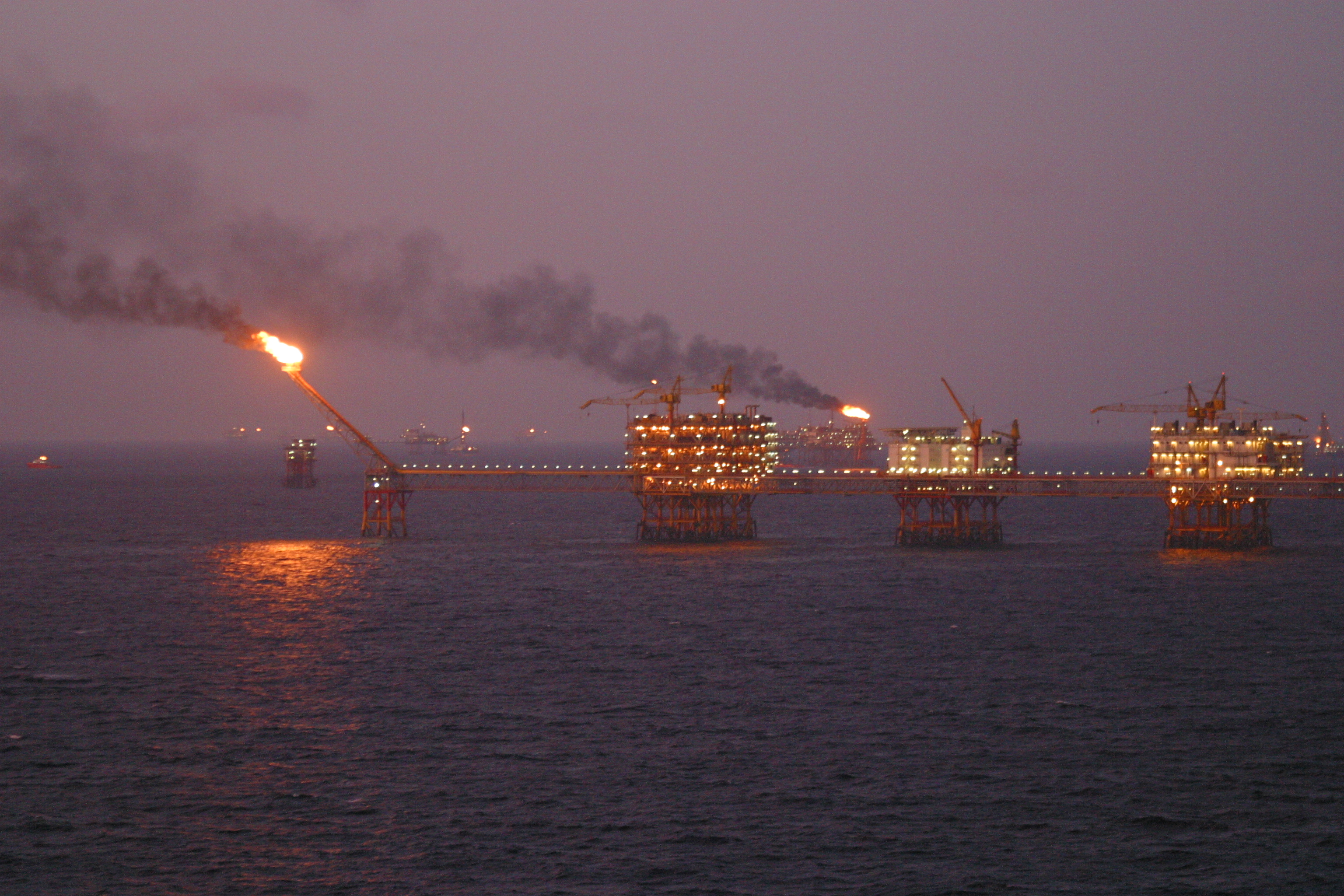
Các dàn khai thác dầu tại mỏ Bạch Hổ

Bạch Hổ là tên một mỏ dầu đang khai thác của Việt Nam thuộc bồn trũng Cửu Long. Mỏ nằm ở vị trí đông nam, cách bờ biển Vũng Tàu khoảng 145 km. Đây là mỏ cung cấp dầu mỏ chủ yếu cho Việt Nam hiện nay. Đơn vị khai thác mỏ này là Liên doanh Dầu khí Việt- Nga Vietsovpetro thuộc Tập đoàn Dầu khí Quốc gia Việt Nam. Từ mỏ này có đường ống dẫn khí đồng hành vào bờ cung cấp cho Nhà máy Khí hóa lỏng Dinh Cố, Nhà máy điện Bà Rịa và Trung tâm điện lực Phú Mỹ cách Vũng Tàu 40 km. Mỏ Bạch Hổ hiện đang khai thác bằng chế độ tự phun, góp phần không nhỏ cho nền kinh tế nước nhà.

## Lịch sử
Năm 1973, chính phủ Việt Nam Cộng hòa đã tổ chức 2 vòng đấu thầu khai thác dầu lửa ngoài khơi thềm lục địa. Nhiều công ty khai thác dầu lửa nước ngoài đã tham gia, bất chấp là tình hình an ninh chưa ổn định. Việt Nam Cộng hòa cấp giấy phép cho sáu tổ hợp công ty dầu lửa được khai thác 13 địa điểm trong một khu vực 82.000 km² mới chỉ là 16% của thềm lục địa. Tới tháng 10 năm 1974 hãng ExxonMobil khoan mỏ Bạch Hổ, tại lô 04-TLD, tìm được dầu dưới độ sâu trên 2,7 km. Ước tính là vào cuối 1975, sẽ có ít nhất 20 dàn khoan được xây dựng. Sản xuất một lượng dầu khả quan sắp được bắt đầu muộn lắm là vào cuối năm 1977. Các Công ty dầu nước ngoài đề nghị Việt Nam Cộng hòa hai điểm: thứ nhất, cho công ty đào ngay mà không phải qua thủ tục đấu thầu, hành chánh; thứ hai, doanh thu từ khai thác dầu sẽ chia đôi, một nửa thuộc về các công ty này, một nửa cho Việt Nam Cộng hòa. Tuy nhiên, Việt Nam Cộng hòa đã sụp đổ khi chưa có dự án nào được xúc tiến.
Sau năm 1975, các mỏ dầu này do Liên doanh Vietsovpetro của Cộng hòa Xã hội Chủ nghĩa Việt Nam và Liên Bang Xô viết (nay là Nga) quản lý và khai thác.
Từ năm 2000 Tập đoàn Dầu khí Việt Nam đã hoàn toàn hoàn vốn đồng thời khai thác có lãi và đóng góp vào GDP cả nước trên 5 tỷ USD mỗi năm.